# 腦電描記術

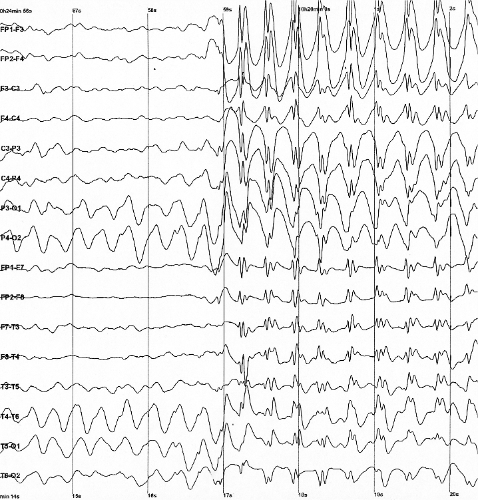
脑电图示例

腦電描記術或脑电图学，是用置于头皮、脑表面或脑组织内的电极检测人体脑部自身产生的微弱电位变化，加以放大并记录下来而得到曲线图的技术。借由此种技术所产生的图像，称为脑电图（electroencephalogram，EEG）或腦波圖。
腦電描記術是一種記錄腦電波的電生理監測方法。最常见的做法是放置電極於頭皮處來記錄腦神经元的离子电流产生的电压波动，所测量的是众多锥体细胞兴奋时的突触后电位的同步总和。其他记录脑电波的方法还有将电极放置脑表面，称作颅内脑电描记法；或放置更深的脑组织内，称为深部脑电描记法。脑电描记术主要用于辅助诊断脑部相关疾病，但因为其易受干扰，故临床上通常要结合其他手段来斷症。
脑电图最常用于诊断癫痫，因为癫痫会导致脑电图读数異常。它還可以用于诊断睡眠障碍、麻醉深度、昏迷、脑血管疾病和脑死亡。它亦曾經是诊断肿瘤、中风和其他局灶性脑部疾病的第一线方法，但这种使用已经随着高分辨率解剖成像技术（例如核磁共振（MRI）和電腦断层扫描（CT））的出现而减少。雖然腦電圖的空间分辨率有限，但它能提供精確至毫秒的時間分辨率，這是MRI、CT和PET所不能做到的。因此，腦電圖仍然是用于研究和诊断的宝贵工具。

## 腦波種類

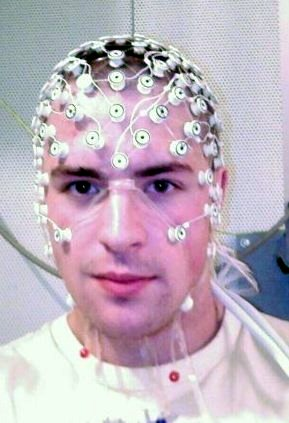
脑电图记录的设置

| 腦波種類    | 腦波種類     | 頻率                      | 人體狀態                                |
| Delta（δ）  | Delta（δ）   | 0.5~4 Hz                  | 深度睡眠且沒有做夢時                    |
| Theta（θ）  | Theta（θ）   | 4~7Hz                     | 有困意或自我抑制时                      |
| Alpha（α）  | Alpha（α）   | 8~12Hz                    | 放鬆、平靜、閉眼但清醒時                |
| Beta（β）   | Low Range    | 12.5 ~ 16 Hz              | 放鬆但精神集中                          |
| Beta（β）   | Middle Range | 16.5 ~ 20 Hz              | 思考、處理接收到外界訊息（聽到或想到）  |
| Beta（β）   | High Range   | 20.5 ~ 28 Hz              | 激動、焦慮                              |
| Gamma（γ）  | Gamma（γ）   | 25 ~ 100 Hz（通常在40Hz） | 提高意識、減輕壓力、冥想                |
| Lambda（λ） | Lambda（λ）  | 誘發電位                  | 眼睛受光刺激時100ms後誘發（又稱作P100） |
| P300        | P300         | 誘發電位                  | 看到或聽到腦中想像的東西時300ms後誘發   |

## 相關
- 腦皮層電圖
- 脑机接口
- 事件相关电位
- 神经振荡
- 局部场电位
- 脑磁图（英语：Magnetoencephalography）
- 心電圖
- 穩態視覺誘發電位
- 腦電圖分析
- 腦波樂器